# Cataclysme festivata
Cataclysme festivata är en fjärilsart som beskrevs av Otto Staudinger 1892. Cataclysme festivata ingår i släktet Cataclysme och familjen mätare. Inga underarter finns listade i Catalogue of Life.